# Dawid Brun
Dawid Jakowlewicz Brun, ros. Давид Яковлевич Брун (ur. 17 lipca 1893 r. w Odessie, zm. 8 czerwca 1937 r. w Paryżu) – rosyjski, a następnie emigracyjny lekarz, wykładowca akademicki, mason.
Miał wykształcenie medyczne. Uczestniczył w I wojnie światowej, a następnie wojnie domowej w Rosji  w wojskach Białych. W 1921 r. zbiegł do Polski. Zajmował się walką z epidemiami na Wołyniu. W 1923 r. przyjechał do Strasburga, gdzie był asystentem prof. Leona Bluma. Od 1926 r. pracował w Instytucie Pasteura. W 1928 r. otrzymał tytuł doktora nauk medycznych. Od 1930 r. wykładał na wydziale medycznym uniwersytetu w Paryżu. Następnie nauczał w szkole dentystycznej. Miał własną praktykę lekarską. Był autorem prac naukowych. Od poł. lat 30. należał do jednej z lóż masońskich.